# British Open 2025
Die British Open 2025 sind ein Snookerturnier der World Snooker Tour der Saison 2025/26. Sie werden vom 22. bis 28. September in der Centaur Arena auf dem Gelände des Cheltenham Racecourse ausgetragen, die zum dritten Mal Veranstaltungsort ist.
Mark Selby hat im Jahr davor das Turnier gewonnen.

## Preisgeld
Nach der Erhöhung im Vorjahr bleibt die Preisgeldsumme und die Verteilung in diesem Jahr unverändert.
|                 | Preisgeld |
| --------------- | --------- |
| Sieger          | 100.000 £ |
| Finalist        | 45.000 £  |
| Halbfinalist    | 20.000 £  |
| Viertelfinalist | 12.000 £  |
| Achtelfinalist  | 9.000 £   |
| Letzte 32       | 6.000 £   |
| Letzte 64       | 3.000 £   |
| Höchstes Break  | 5.000 £   |
| Insgesamt       | 502.000 £ |

## Spielplan
Die Besonderheit der British Open ist, dass es keine Setzliste gibt und keinen Turnierbaum, der sicherstellt, dass die besten Spieler erst in den letzten Runden aufeinandertreffen können. Vor jeder Runde werden die Begegnungen zufällig ausgelost und so kann von Anfang jeder Spieler auf jeden anderen Spieler treffen.
Der Matchmodus bleibt unverändert: Best of 7 (4 Gewinnframes) bis zum Achtelfinale und dann Steigerung auf Best of 9, Best of 11 und Best of 19 im Finale.
A = Amateurspieler (während dieser Saison nicht auf der Main Tour)

kl. = kampflos

### Qualifikation
Bereits in der ersten Juniwoche wurde die erste Qualifikationsrunde ausgelost. Vom 25. bis 28. Juni fanden 48 Partien statt. Sie wurden in der Mattioli Arena von Leicester ausgetragen. Die 16 Partien mit den besten Spielern der Weltrangliste wurden aufgeschoben. Sie bilden den Auftakt des Hauptturniers in Cheltenham im September. Alle Partien der ersten Runde sind Best of 7.
| Spiel | Spieler 1                  | Ergebnis | Spieler 2                  |
| ----- | -------------------------- | -------- | -------------------------- |
| 1 a   | (1) Mark Selby             | –:–      | David Grace (99)           |
| 2     | (89) Jonas Luz             | 41:41    | Cheung Ka Wai (77)         |
| 3     | (29) Yuan Sijun            | 34:34    | Jamie Jones (50)           |
| 4     | (121) Marco Fu             | 34:34    | Stephen Maguire (26)       |
| 5     | (28) Elliot Slessor        | 42:42    | Jackson Page (35)          |
| 6     | (34) Jimmy Robertson       | 43:43    | Ryan Davies (A)            |
| 7     | (79) Haris Tahir           | 34:34    | Ken Doherty (86)           |
| 8 a   | (16) Ali Carter            | –:–      | unbekannt (A)              |
| 9 a   | (9) Barry Hawkins          | –:–      | Daniel Wells (43)          |
| 10    | (122) Jimmy White          | 42:42    | Liam Davies (73)           |
| 11    | (A) Ashley Carty b         | 24:24    | Alexander Ursenbacher (97) |
| 12    | (91) Louis Heathcote       | 34:34    | Jordan Brown (52)          |
| 13    | (24) Jack Lisowski         | 34:34    | Liam Highfield (109)       |
| 14    | (60) Ishpreet Singh Chadha | 42:42    | Scott Donaldson (54)       |
| 15    | (70) Wang Yuchen           | 43:43    | Mitchell Mann (83)         |
| 16 a  | (6) John Higgins           | –:–      | Mark Davis (53)            |
| 17 a  | (7) Ronnie O’Sullivan      | –:–      | Sanderson Lam (59)         |
| 18    | (88) Kreishh Gurbaxani     | 42:42    | Chang Bingyu (117)         |
| 19    | (55) Liu Hongyu            | 04:04    | Ng On Yee (113)            |
| 20    | (40) Xu Si                 | 04:04    | Florian Nüßle (110)        |
| 21    | (108) Steven Hallworth     | 40:40    | Sunny Akani (67)           |
| 22    | (101) Fergal Quinn         | 42:42    | Gao Yang (111)             |
| 23    | (44) He Guoqiang           | 04:04    | Farakh Ajaib (82)          |
| 24 a  | (11) Zhang Anda            | –:–      | Duane Jones (66)           |
| 25 a  | (17) Gary Wilson           | –:–      | Hossein Vafaei (23)        |
| 26    | (95) Liam Pullen           | 43:43    | Ben Mertens (69)           |
| 27    | (116) Michał Szubarczyk    | 43:43    | Umut Dikme (A)             |
| 28    | (36) Ryan Day              | 42:42    | Stuart Bingham (21)        |
| 29    | (56) David Lilley          | 24:24    | Liam Graham (94)           |
| 30    | (65) Gong Chenzhi          | 41:41    | Jak Jones (20)             |
| 31    | (80) Chris Totten          | 40:40    | Antoni Kowalski (68)       |
| 32 a  | (4) Kyren Wilson           | –:–      | Chris Wakelin (15)         |

| Spiel | Spieler 1             | Ergebnis | Spieler 2               |
| ----- | --------------------- | -------- | ----------------------- |
| 33 a  | (3) Judd Trump        | –:–      | Aaron Hill (49)         |
| 34    | (32) Noppon Saengkham | 14:14    | Liu Wenwei (104)        |
| 35    | (84) Huang Jiahao     | 42:42    | Matthew Stevens (51)    |
| 36    | (81) Robbie McGuigan  | 24:24    | Lü Haotian (37)         |
| 37    | (61) Stan Moody       | 24:24    | Zhou Yuelong (31)       |
| 38    | (85) Bai Yulu         | 24:24    | Artemijs Žižins (75)    |
| 39    | (119) Yao Pengcheng   | 41:41    | Sam Craigie (123)       |
| 40 a  | (10) Mark Allen       | –:–      | Jiang Jun (93)          |
| 41 a  | (12) Xiao Guodong     | –:–      | Haydon Pinhey (78)      |
| 42    | (42) Martin O’Donnell | 14:14    | Sahil Nayyar (118)      |
| 43    | (39) Ricky Walden     | 42:42    | Joe O’Connor (27)       |
| 44    | (64) Oliver Lines     | 14:14    | Stuart Carrington (A)   |
| 45    | (112) Leone Crowley   | 04:04    | Hatem Yassen (90)       |
| 46    | (102) Connor Benzey   | 42:42    | Iulian Boiko (115)      |
| 47    | (33) Matthew Selt     | 04:04    | David Gilbert (22)      |
| 48 a  | (5) Mark Williams     | –:–      | Si Jiahui (14)          |
| 49 a  | (8) Neil Robertson    | –:–      | Tom Ford (18)           |
| 50    | (30) Lei Peifan       | 04:04    | Mateusz Baranowski (98) |
| 51    | (57) Long Zehuang     | 34:34    | Thepchaiya Un-Nooh (45) |
| 52    | (87) Mink Nutcharut   | 41:41    | Amir Sarkhosh (72)      |
| 53    | (96) Oliver Brown     | 42:42    | Xu Yichen (105)         |
| 54    | (120) Lan Yuhao       | 41:41    | Reanne Evans (114)      |
| 55    | (47) Fan Zhengyi      | 42:42    | Robert Milkins (48)     |
| 56 a  | (13) Shaun Murphy     | –:–      | Ross Muir (92)          |
| 57 a  | (19) Wu Yize          | –:–      | Pang Junxu (25)         |
| 58    | (62) Zak Surety       | 24:24    | Zhao Hanyang (106)      |
| 59    | (46) Robbie Williams  | 41:41    | Bulcsú Révész (76)      |
| 60    | (58) Anthony McGill   | 34:34    | Dylan Emery (107)       |
| 61    | (100) Ian Burns       | 14:14    | Michael Holt (63)       |
| 62    | (74) Julien Leclercq  | 42:42    | Ben Woollaston (41)     |
| 63    | (71) Allan Taylor     | 24:24    | Chatchapong Nasa (103)  |
| 64 a  | (2) Zhao Xintong      | –:–      | unbekannt (A)           |

### 1. Runde
Die Hauptrunde beginnt am 22. September in der Centaur Arena in Cheltenham. Die Auslosung der Partien folgt, nachdem die ausstehenden Partien aus der Qualifikationsrunde ausgetragen sind.

### 2. Runde
folgt

### Achtelfinale
folgt

### Viertelfinale
folgt

### Halbfinale
folgt

### Finale
| Finale: Best of 19 Frames Schiedsrichter/in: The Centaur, Cheltenham, England, 28. September 2025 |                |               |
| ~Niemandsland                                                                                     | –:–            | ~Niemandsland |
| –                                                                                                 | Höchstes Break | –             |
| –                                                                                                 | Century-Breaks | –             |
| –                                                                                                 | 50+-Breaks     | –             |

## Century-Breaks
Anzahl: 11 (Stand nach der Qualifikation)
| Marco Fu        | 140, 104 |
| Zhou Yuelong    | 124      |
| Matthew Stevens | 119      |
| Chang Bingyu    | 118      |
| Ian Burns       | 111      |

| Bulcsú Révész   | 109 |
| Artemijs Žižins | 105 |
| Stuart Bingham  | 102 |
| Jak Jones       | 102 |
| Lei Peifan      | 102 |